# Класификация на животните
Класификацията на животните се изучава от науката систематика на животните (зоосистематика). Тя ги групира въз основа на сходства в устройството и произхода им.
По-долу е дадена пълната класификация на царство Животни (Animalia, Metazoa) до ниво разред.

## Класификация
Царство Животни

- Разред Dicyemida Köllicker, 1882
- Разред Heterocyemida

- Разред Plasmodigenea Neresheimer, 1908

- Клас Tricoplacia Grell, 1971
  - Разред Tricoplaciformes F.E. Schultze, 1883

- Клас †Archaeocyatha Aleksandr G. Vologdin, 1937
  - Разред †Ajacicyathida Bedford & Bedford, 1939
  - Разред †Archaeocyathida
  - Разред †Capsulocyathida Zhuravleva, 1964
  - Разред †Kazaschstanicyathida
  - Разред †Monocyathida Okulitch, 1943 

- Клас Рогови (Demospongiae) Sollas, 1885
  - Подклас Tetractinomorpha Lévi, 1953
    - Разред Astrophorida Sollas, 1888
    - Разред Chondrosida Boury-Esnault & Lopès, 1985
    - Разред Hadromerida Topsent, 1894
    - Разред Lithistida Sollas, 1888
    - Разред Spirophorida Bergquist & Hogg, 1969

  - Подклас Ceractinomorpha Levi, 1953
    - Разред Agelasida Verrill, 1907
    - Разред Dendroceratida Minchin, 1900
    - Разред Dictyoceratida Minchin, 1900
    - Разред Halichondrida Gray, 1867
    - Разред Halisarcida Bergquist, 1996
    - Разред Haplosclerida Topsent, 1928
    - Разред Poecilosclerida Topsent, 1928
    - Разред Verongida Bergquist, 1978
    - Разред Verticillitida Termier & Termier, 1977

- Клас Варовикови водни гъби (Calcarea) Bowerbank, 1864
  - Разред †Heteractinida Hinde, 1888
  - Подклас Варовикови водни гъби (Calcinea) Bidder, 1898
    - Разред Clathrinida Hartman, 1958
    - Разред Leucettida
    - Разред Murrayonida Vacelet, 1981

  - Подклас Calcaronea
    - Разред Baerida
    - Разред Leucosolenida Hartman, 1958
    - Разред Lithonida Vacelet, 1981
    - Разред Sycettida

- Клас Силициеви (Hexactinellida) Schmidt, 1870
  - Подклас Amphidiscophora
    - Разред Amphidiscosida
    - Разред Amphidiscosa

  - Подклас Hexasterophora Schulze, 1886
    - Разред Aulocalycoida
    - Разред Hexactinosa
    - Разред Lychniscosa
    - Разред Lyssacinosa

  - Подклас Reticulosa

- Клас Homoscleromorpha Bergquist, 1978
  - Разред Homosclerophorida Dendy, 1905

- Клас Sclerospongiae Hartman & Goreau, 1970
  - Разред Ceratoporellida
  - Разред Merliida
  - Разред Stromatoporoida
  - Разред Tabulospongida

- Клас Корали (Anthozoa) Ehrenberg, 1831
  - Подклас Hexacorallia
    - Разред †Rugosa Milne-Edwards & Haime, 1850
    - Разред †Tabulata
    - Разред Актинии (Actiniaria) Hertwig, 1882
    - Разред Черни корали (Antipatharia)
    - Разред Corallimorpharia
    - Разред Мадрепорови корали (Scleractinia) Bourne, 1900
    - Разред Zoantharia

  - Подклас Octocorallia (Alcyonaria)
    - Разред Alcyonacea
    - Разред Слънчеви корали (Helioporacea)
    - Разред Pennatulacea

  - Подклас Ceriantharia
    - Разред Penicillaria
    - Разред Spirularia

- Клас Polypodiozoa Raikova, 1994
  - Разред Polypodiidea

- Подтип Медузи (Medusozoa) Petersen, 1979
  - Клас Кубомедузи (Cubozoa) Werner, 1975
    - Разред Carybdeida Gegenbaur, 1857
    - Разред Chirodropida Haeckel, 1880

  - Клас Хидровидни (Hydrozoa)
    - Подклас Leptolinae Haeckel, 1879
      - Разред Anthomedusae Haeckel, 1879
      - Разред Leptomedusae Haeckel, 1879
      - Разред Siphonophorae Eschscholtz, 1829

    - Подклас Trachylinae Haeckel, 1879
      - Разред Actinulidae
      - Разред Limnomedusae Kramp, 1938
      - Разред Narcomedusae Haeckel, 1879
      - Разред Trachymedusae Haeckel, 1879

  - Клас Същински медузи (Scyphozoa) Götte, 1887
    - Разред †Byroniida
    - Разред †Conulariida Moore & Harrington, 1956
    - Подклас Discomedusae
      - Разред Coronatae Vanhöffen, 1892
      - Разред Rhizostomeae (Rhizostomae) Cuvier, 1799
      - Разред Semaeostomeae Agassiz, 1862

  - Клас Staurozoa Marques & Collins, 2004
    - Разред †Conulatae
    - Разред Stauromedusae Haeckel, 1879

- Подтип Миксоспориди (Myxozoa) Grassé, 1970
  - Клас Malacosporea
    - Разред Malacovalvulida

  - Клас Myxosporea
    - Разред Bivalvulida
    - Разред Multivalvulida

- Клас Nuda
  - Разред Beroida

- Клас Tentaculata Eschscholtz, 1825
  - Подклас Cyclocoela Ospovat, 1985
    - Разред Cambojiida Ospovat, 1985
    - Разред Cestida Gegenbaur, 1856
    - Разред Cryptolobiferida Ospovat, 1985
    - Разред Ganeshida Moser, 1908
    - Разред Lobata Eschscholtz, 1825
    - Разред Thalassocalycida Madin & Harbison, 1978

  - Подклас Typhlocoela Ospovat, 1985
    - Разред Cydippida Gegenbaur, 1856
    - Разред Platyctenida Bourne, 1900

- Тип Плоски червеи (Platyhelminthes) Gegenbaur, 1859
  - Клас Ресничести червеи (Turbellaria) Ehrenberg, 1831
    - Разред Archoophora
    - Разред Catenulida Meixner, 1924
    - Разред Haplopharyngida
    - Разред Lecithoepitheliata
    - Разред Macrostomida
    - Разред Polycladida
    - Разред Prolecithophora
    - Разред Rhabdocoela
    - Разред Seriata
    - Разред Tricladida

  - Клас Тении (Cestoda) Rudolphi, 1808
    - Подклас Тениоподобни (Cestodaria)
      - Разред Amphilinidea Poche, 1922
      - Разред Gyrocotylidea

    - Подклас Eucestoda
      - Разред Aporidea
      - Разред Caryophyllidea
      - Разред Cyclophyllidea
      - Разред Diphyllidea
      - Разред Diphyllobothriidea
      - Разред Lecanicephalidea
      - Разред Litobothridea
      - Разред Nippotaeniidea
      - Разред Proteocephalata
      - Разред Proteocephalidea
      - Разред Pseudophyllidea
      - Разред Spathebothriidea
      - Разред Tetraphyllidea
      - Разред Trypanorhyncha

  - Клас Моногенеи (Monogenea) Carus, 1863
    - Подклас Monopisthocotylea
      - Разред Capsalidea
      - Разред Dactylogyridea
      - Разред Gyrodactylidea
      - Разред Lagarocotylidea
      - Разред Monocotylidea
      - Разред Montchadskyellidea

    - Подклас Polyopisthocotylea

  - Клас Смукалници (Trematoda) Rudolphi, 1808
    - Подклас Aspidogastrea Faust & Tang, 1936
      - Разред Aspidogastrida
      - Разред Stichocotylida

    - Подклас Digenea Carus, 1863
      - Разред Azygiida
      - Разред Echinostomida
      - Разред Opisthorchiida
      - Разред Plagiorchiida
      - Разред Strigeidida La Rue, 1926

- Тип Кореморесничести (Gastrotricha) Metschnikoff, 1865
  - Разред Macrodasyda Remane, 1925
  - Разред Chaetonotida Remane, 1924

- Тип Челюстноустни (Gnathostomulida)
  - Разред Filospermoidea
  - Разред Bursovaginoidea

- Тип Gnathifera Sørensen, 2000
  - Клас Micrognathozoa
    - Разред Limnognathida

- Тип Ротифери (Rotifera, Rotatoria)
  - Клас Eurotatoria De Ridder, 1957
    - Подклас Bdelloidea Hudson, 1884
      - Разред Bdelloida

    - Подклас Monogononta Plate, 1889
      - Надразред Gnesiotrocha Kutikova, 1970
        - Разред Collothecida Harring, 1913
        - Разред Flosculariida Harring, 1913

      - Надразред Pseudotrocha Kutikova, 1970
        - Разред Ploima Hudson & Gosse, 1886

  - Клас Pararotatoria Sudzuki, 1964
    - Подклас Seisonacea Wesenberg-Lund, 1899
      - Разред Seisonida

- Тип Циклиофори (Cycliophora) Funch & Kristensen, 1995
  - Клас Eucycliophora Funch & Kristensen, 1995
    - Разред Symbiida

- Тип Бодлоглави червеи (Acanthocephala)
  - Клас Archiacanthocephala
    - Разред Apororhynchida
    - Разред Gigantorhynchida
    - Разред Moniliformida
    - Разред Oligacanthorhynchida

  - Клас Eoacanthocephala
    - Разред Gyracanthocephala
    - Разред Neoechinorhynchida

  - Клас Palaeacanthocephala
    - Разред Echinorhynchida Petrochenko, 1956
    - Разред Heteramorphida
    - Разред Polymorphida Petrochenko, 1956

  - Клас Polyacanthocephala
    - Разред Polyacanthorhynchida

- Тип Приапулиди (Priapulida)
  - Разред †Ottoiomorpha Adrianov & Malakhov, 1995
  - Разред †Selkirkiomorpha
  - Разред Meiopriapulomorpha Adrianov & Malakhov, 1995
  - Разред Seticoronaria Salvini-Plawen, 1973
  - Клас Halicryptomorpha
    - Разред Halicryptomorphida

  - Клас Priapulimorpha
    - Разред Priapulimorphida Salvini-Plawen, 1974

- Тип Лорицефери (Loricifera) Kristensen, 1983
  - Клас Nanaloricea Anderson, 1992
    - Разред Nanaloricida Kristensen, 1983

- Тип Хоботопридвижващи се (Kinorhyncha) Reinhard, 1887
  - Разред Cyclorhagida Zelinka, 1896
  - Разред Homalorhagida Zelinka, 1896

- Тип Кръгли червеи (Nematoda) Diesing, 1861
  - Клас Chromadorea
    - Разред Araeolaimida
    - Разред Benthimermithida Tchesunov, 1995
    - Разред Chromadorida
    - Разред Desmodorida
    - Разред Desmoscolecida
    - Разред Monhysterida
    - Разред Plectida

  - Клас Enoplea
    - Подклас Enoplia
      - Разред Enoplida Filipjev, 1929
      - Разред Isolaimida
      - Разред Marimermithida
      - Разред Oncholaimida
      - Разред Stichosomida
      - Разред Triplonchida
      - Разред Tripylida

    - Подклас Dorylaimia
      - Разред Dioctophymida
      - Разред Dorylaimida
      - Разред Mermithida Hyman, 1951
      - Разред Mononchida
      - Разред Trichocephalida

  - Клас Secernentea
    - Подклас Rhabditia
      - Разред Rhabditida
      - Разред Strongylida

    - Подклас Spiruria
      - Разред Ascaridida
      - Разред Camallanida
      - Разред Drilonematida
      - Разред Oxyurida
      - Разред Rhigonematida
      - Разред Spirurida

    - Подклас Diplogasteria
      - Разред Diplogasterida

    - Подклас Tylenchia
      - Разред Aphelenchida
      - Разред Tylenchida

- Тип Живи влакна (Nematomorpha)
  - Клас Nectonematoida
    - Разред Nectonematoidea Rauther, 1930

  - Клас Gordioidea
    - Разред Chordodea
    - Разред Gordea

- Тип Бавноходки (Tardigrada)
  - Клас Heterotardigrada Marcus, 1927
    - Разред Arthrotardigrada Marcus, 1927
    - Разред Echiniscoidea Marcus, 1927

  - Клас Eutardigrada Marcus, 1929
    - Разред Apochela
    - Разред Parachela

- Тип Онихофори (Onychophora) Grube, 1853
  - Клас †Xenusia Dzik & Krumbiegel, 1989
    - Разред †Protonychophora Hutchinson, 1930
    - Разред †Scleronychophora Hou & Bergström, 1995

  - Клас Onychophorida
    - Разред †Paronychophora
    - Разред Euonychophora

- Тип Членестоноги (Arthropoda) Latreille, 1829
  - Клас †Megacheira Hou & Bergstrom, 1997
    - Разред †Pectocaridida

  - Подтип †Marrellomorpha (Beurlen, 1934)
    - Разред †Acercostraca
    - Разред †Cyclina
    - Разред †Marrelliina
    - Разред †Mimetasterida

  - Подтип †Трилобитообразни (Trilobitomorpha) Stormer, 1944
    - Клас †Трилобити (Trilobita) Walch, 1771
      - Разред †Agnostida
      - Разред †Asaphida
      - Разред †Corynexochida
      - Разред †Harpetida
      - Разред †Nectaspida
      - Разред †Redlichiida
      - Разред †Lichida
      - Разред †Phacopida
      - Разред †Proetida
      - Разред †Ptychopariida

  - Подтип Ракообразни (Crustacea) Brünnich, 1772
    - Клас Цефалокариди (Cephalocarida) Sanders, 1955
      - Разред Brachypoda Birshteyn, 1960

    - Клас Ремипедии (Remipedia) J. Yager, 1981
      - Разред †Enantiopoda Birshtein, 1960
      - Разред Nectiopoda

    - Клас Хрилоноги (Branchiopoda) Latreille, 1817
      - Подклас Phyllopoda Latreille, 1817
        - Разред Diplostraca
        - Надразред Calmanostraca Tasch, 1969
          - Разред †Kazacharthra
          - Разред Notostraca

        - Надразред Водни бълхи (Cladocera) Milne-Edwards, 1840
          - Разред Haplopoda G.O. Sars, 1865
          - Разред Ctenopoda G.O. Sars, 1865
          - Разред Anomopoda G.O. Sars, 1865
          - Разред Onychopoda G.O. Sars, 1865

        - Надразред Sarsostraca Tasch, 1969
          - Разред Anostraca

    - Клас Висши ракообразни (Malacostraca)
      - Подклас Eumalacostraca Grobben, 1892
        - Надразред †Eocarida
          - Разред †Eocaridacea
          - Разред †Pygocephalomorpha

        - Надразред Syncarida Packard, 1885
          - Разред Anaspidacea
          - Разред Bathynellacea

        - Надразред Peracarida Calman, 1904
          - Разред Мамарци (Amphipoda) Latreille, 1816
          - Разред Cumacea Krøyer, 1846
          - Разред Равноноги (Isopoda) Latreille, 1817
          - Разред Lophogastrida G.O. Sars, 1870
          - Разред Mictacea Bowman, Garner, Hessler, Iliffe & Sanders, 1985
          - Разред Mysida Haworth, 1825
          - Разред Spelaeogriphacea Gordon, 1957
          - Разред Stygiomysida
          - Разред Tanaidacea Dana, 1849
          - Разред Thermosbaenacea Monod, 1927

        - Надразред Eucarida Calman, 1904
          - Разред Euphausiacea
          - Разред Amphionidacea
          - Разред Десетоноги (Decapoda) Latreille, 1802

      - Подклас Hoplocarida
        - Разред †Aeschronectida
        - Разред †Palaeostomatopoda
        - Разред Устоноги (Stomatopoda)

      - Подклас Phyllocarida
        - Разред †Archaeostraca
        - Разред Leptostraca

    - Клас Челюстнокраки (Maxillopoda) Dahl, 1956
      - Подклас Branchiura
        - Разред Arguloida Yamaguti, 1963

      - Подклас Циклопси (Copepoda)
        - Инфраклас Neocopepoda
          - Надразред Gymnoplea
            - Разред Calanoida Sars, 1903

          - Надразред Podoplea
            - Разред Cyclopoida Burmeister, 1834
            - Разред Gelyelloida
            - Разред Harpacticoida
            - Разред Misophrioida
            - Разред Monstrilloida
            - Разред Mormonilloida
            - Разред Poecilostomatoida
            - Разред Siphonostomatoida Thorell, 1859

        - Инфраклас Progymnoplea
          - Разред Platycopioida

      - Подклас Mystacocarida
        - Разред Mystacocaridida

      - Подклас Петоустки (Pentastomida)
        - Разред Cephalobaenida
        - Разред Porocephalida

      - Подклас Tantulocarida G.A. Boxshall & R.J. Lincoln, 1983
      - Подклас Thecostraca
        - Инфраклас Ascothoracida Lacaze-Duthiers, 1880
          - Разред Dendrogastrida Grygier, 1987
          - Разред Laurida Grygier, 1987

        - Инфраклас Cirripedia
          - Надразред Acrothoracica
            - Разред Apygophora
            - Разред Pygophora

          - Надразред Rhizocephala
            - Разред Akentrogonida
            - Разред Kentrogonida

          - Надразред Thoracica
            - Разред †Cyprilepadiformes
            - Разред Ibliformes
            - Разред Lepadiformes
            - Разред Scalpelliformes
            - Разред Sessilia Lamarck, 1818

        - Инфраклас Facetotecta Grygier, 1985

    - Клас Остракоди (Ostracoda) Latreille, 1802
      - Подклас Myodocopa Sars, 1866
        - Разред Halocyprida
        - Разред Myodocopida Sars, 1866

      - Подклас Podocopa Sars, 1866
        - Разред Podocopida

  - Подтип Хелицерови (Chelicerata) Heymons, 1901
    - Разред †Aglaspidida Walcott, 1911
    - Клас Паякообразни (Arachnida)
      - Разред †Haptopoda
      - Разред †Phalangiotarbida
      - Разред †Trigonotarbida
      - Разред †Uraraneida
      - Разред Amblypygi
      - Разред Паяци (Araneae) Clerck, 1757
      - Разред Сенокосци (Opiliones) Sundevall, 1833
      - Разред Palpigradi
      - Разред Псевдоскорпиони (Pseudoscorpionida) Е. Haeckel, 1866
      - Разред Ricinulei
      - Разред Schizomida
      - Разред Скорпиони (Scorpiones) C. L. Koch, 1837
      - Разред Solifugae
      - Разред Thelyphonida
      - Подклас Акари (Acari) Leach, 1817
        - Надразред Opilioacariformes Johnston, 1968
          - Разред Opilioacarida With, 1902

        - Надразред Акарообразни (Acariformes) Zakhvatkin, 1952
          - Разред Sarcoptiformes Reuter, 1909
          - Разред Trombidiformes Reuter, 1909

        - Надразред Parasitiformes Reuter, 1909
          - Разред Holothyrida Thon, 1905
          - Разред Кърлежи (Ixodida) Leach, 1815
          - Разред Mesostigmata Canestrini, 1891

    - Клас Морски паяци (Pycnogonida)
      - Разред †Nectopantopoda
      - Разред †Palaeoisopoda
      - Разред †Palaeopantopoda
      - Разред Pantopoda

    - Клас Мечоопашати раци (Merostomata)Woodward, 1866
      - Разред †Chasmataspidida Caster & Brooks, 1956
      - Разред †Морски скорпиони (Eurypterida) Burmeister, 1843
      - Подклас Ксифозури (Xiphosura) Latreille, 1802
        - Разред Aglaspida Walcott, 1911
        - Разред Xiphosurida Latreille, 1802

  - Група Трахейнодишащи (Tracheata)
    - Подтип Многоножки (Myriapoda) Latreille, 1802
      - Клас †Arthropleuridea
        - Разред †Arthropleurida
        - Разред †Eoarthropleurida
        - Разред †Microdecemplicida

      - Клас Стоножки (Chilopoda) Latreille, 1817
        - Разред †Devonobiomorpha
        - Разред Craterostigmomorpha Pocock, 1902
        - Разред Geophilomorpha Pocock, 1895
        - Разред Lithobiomorpha Pocock, 1895
        - Разред Scolopendromorpha Pocock, 1895
        - Разред Scutigeromorpha Pocock, 1895

      - Клас Симфили (Symphyla) Ryder, 1880
      - Клас Пауроподи (Pauropoda) Scheller, 2008
        - Разред Hexamerocerata
        - Разред Tetramerocerata

      - Клас Диплоподи (Diplopoda)
        - Подклас Chilognatha
          - Инфраклас Helminthomorpha
            - Надразред Anocheta
              - Разред Spirobolida

            - Надразред Coelocheta
              - Разред Callipodida
              - Разред Chordeumatida

            - Надразред Diplocheta
              - Разред Julida
              - Разред Siphoniulida
              - Разред Spirostreptida Brandt, 1833

            - Надразред Merocheta
              - Разред Polydesmida

            - Надразред Monocheta Cook, 1895
              - Разред Stemmiulida Pocock, 1894

            - Надразред Ommatophora
              - Разред Polyzoniida

            - Надразред Typhlogena
              - Разред Platydesmida
              - Разред Siphonophorida

          - Инфраклас Pentazonia
            - Надразред Limacomorpha
              - Разред Glomeridesmida

            - Надразред Oniscomorpha
              - Разред Glomerida
              - Разред Sphaerotheriida

        - Подклас Penicillata
          - Разред Polyxenida

    - Подтип Шестокраки (Hexapoda) Latreille, 1825
      - Клас Насекоми (Insecta) Linnaeus, 1758
        - Подклас Monocondylia Haeckel, 1866
          - Разред Археогнати (Archaeognatha, Monura) Börner, 1904

        - Подклас Безкрили насекоми (Apterygota) Lang, 1888
          - Разред Четинкоопашати (Thysanura, Zygentoma) Latreille, 1796

        - Подклас Крилати насекоми (Pterygota) Lang, 1888
          - Инфраклас Древнокрили насекоми (Palaeoptera) Martynov, 1923
            - Надразред †Palaeodictyopteroidea Rohdendorf, 1961
              - Разред †Archodonata (Permothemistida)
              - Разред †Diaphanopterodea Handlirsch, 1919
              - Разред †Megasecoptera Rohdendorf, 1961
              - Разред †Palaeodictyoptera Goldenberg, 1877

            - Надразред Ephemeropteroidea Rohdendorf, 1968
              - Разред Еднодневки (Ephemeroptera) Hyatt & Arms, 1891

            - Надразред Odonatoptera
              - Разред †Geroptera
              - Разред †Protodonata
              - Разред Protanisoptera
              - Разред Triadophlebioptera
              - Разред Protozygoptera
              - Разред Водни кончета (Odonata) Fabricius, 1793

          - Инфраклас Новокрили насекоми (Neoptera) Wulp, 1890
            - Надразред Exopterygota Sharp, 1898
              - Разред †Caloneurodea Handlirsch, 1937
              - Разред †Titanoptera Sharov, 1968
              - Разред †Protorthoptera Handlirsch, 1906
              - Разред Кожестокрили (Dermaptera) De Geer, 1773
              - Разред Ембии (Embioptera) Lameere, 1900
              - Разред Правокрили (Orthoptera) Latreille, 1793
              - Разред Каменарки (Plecoptera) Burmeister, 1839
              - Разред Зораптери (Zoraptera) Silvestri, 1913

            - Надразред Dictyoptera Latreille, 1829
              - Разред Хлебарки (Blattaria, Blattodea) Brunner von Wattenwyl, 1882
              - Разред Богомолки (Mantodea) Burmeister, 1838
              - Разред Нотоптери (Notoptera) Crampton, 1915
              - Разред Пръчици (Phasmatodea) Jacobson & Bianchi, 1902

            - Надразред Paraneoptera (Yoshizawa & Saigusa, 2001)
              - Разред Сенояди (Psocoptera) Shipley, 1904
              - Разред Трипси (Thysanoptera) Haliday, 1836
              - Разред Въшки (Phthiraptera) Haeckel, 1896
              - Разред Полутвърдокрили (Hemiptera) Linnaeus, 1758

            - Надразред Покритокрили (Endopterygota) Sharp, 1898
              - Разред Ципокрили (Hymenoptera) Linnaeus, 1758
              - Разред Твърдокрили (Coleoptera) Linnaeus, 1758
              - Разред Ветрилокрили (Strepsiptera) Kirby, 1813

            - Надразред Neuropterida Whiting, Carpenter & Wheeler, 1977
              - Разред Камилки (Raphidioptera, Rhaphidioptera) Handlirsch, 1908
              - Разред Мегалоптери (Megaloptera) Latreille, 1802
              - Разред Мрежокрили (Neuroptera) Linnaeus, 1758

            - Надразред Mecopteroidea (Antliophora) Chen, 1946
              - Разред †Protodiptera Riek, 1977
              - Разред Скорпионни мухи (Mecoptera) Hyatt & Arms, 1891
              - Разред Бълхи (Siphonaptera) Latreille, 1825
              - Разред Двукрили (Diptera) Linnaeus, 1758

            - Надразред Amphiesmenoptera Hennig, 1969
              - Разред †Glosselytrodea
              - Разред †Miomoptera Martynov, 1928
              - Разред Ручейници (Trichoptera) Kirby, 1813
              - Разред Пеперуди (Lepidoptera) Linnaeus, 1758

      - Клас Скриточелюстни насекоми (Entognatha) Stummer-Traunfels, 1891
        - Разред Диплури (Diplura)
        - Разред Първичноопашати (Protura)
        - Подклас Колемболи (Collembola)
          - Разред Entomobryomorpha
          - Разред Neelipleona
          - Разред Poduromorpha
          - Разред Symphypleona

- Тип Прешленести червеи (Annelida)
  - Клас Клителиумни червеи (Clitellata)
    - Подклас Branchiobdellae
      - Разред Branchiobdellida

    - Подклас Пиявици (Hirudinea) Lamarck, 1818
      - Инфраклас Acanthobdellidea Livanow, 1905
        - Разред Acanthobdellida Grube, 1850

      - Инфраклас Euhirudinea
        - Разред Челюстни пиявици (Arhynchobdellida)
        - Разред Rhynchobdellida

    - Подклас Малочетинести червеи (Oligochaeta)
      - Разред Haplotaxida
      - Разред Lumbriculida
      - Разред Moniligastrida

  - Клас Многочетинести червеи (Polychaeta) Grube, 1850
    - Разред Archiannelida (Haplodrili)
    - Разред Myzostomida
    - Подклас Palpata
      - Инфраклас Aciculata (Errantia)
        - Разред Amphinomida
        - Разред Eunicida
        - Разред Phyllodocida

    - Подклас Sedentaria
      - Инфраклас Тръбни червеи (Canalipalpata) G.W.Rouse & K.Fauchald, 1997
        - Разред Sabellida
        - Разред Spionida
        - Разред Terebellida

      - Инфраклас Scolecida G.W. Rouse & K. Fauchald, 1997
        - Разред Capitellida
        - Разред Cossurida
        - Разред Opheliida
        - Разред Orbiniida
        - Разред Questida
        - Разред Scolecidaformia

- Тип Мекотели (Mollusca)
  - Подтип Aculifera
    - Клас Панцерни мекотели (Polyplacophora) Blainville, 1816
      - Подклас Paleoloricata Bergenhayn, 1955
        - Разред Chelodida Bergenhayn, 1943
        - Разред Septemchitonida Bergenhayn, 1955

      - Подклас Loricata Shumacher, 1817
        - Разред Lepidopleurida Thiele, 1910
        - Разред Chitonida Thiele, 1910

    - Клас Безпанцерни мекотели (Aplacophora) (Ihering, 1876)
      - Подклас Caudofoveata
      - Подклас Solenogastres
        - Разред Cavibelonia
        - Разред Neomeniamorpha Pelseneer, 1906
        - Разред Pholidoskepia Salvini-Plawen, 1978
        - Разред Sterrofustia

  - Подтип Conchifera
    - Клас †Helcionelloida
      - Разред †Helcionellida
      - Разред †Khairkhaniifomes
      - Разред †Onichochiliformes
      - Разред †Pelagiallifomes

    - Клас †Rostroconchia
      - Разред †Conocardioida
      - Разред †Ribeirioida

    - Клас Коремоноги (Gastropoda)
      - Подклас Prosobranchia H. Milne-Edwards, 1848
        - Разред Archaeogastropoda Thiele, 1925

      - Подклас Eogastropoda Ponder & Lindberg, 1997
        - Разред Docoglossa Troschel, 1866
        - Разред Euomphalina Koninck, 1881
        - Разред Neomphalida

      - Подклас Orthogastropoda
        - Надразред Caenogastropoda L.R. Cox, 1959
          - Разред Architaenioglossa Haller, 1890
          - Разред Perunelomorpha Frýda & Bandel, 1997
          - Разред Sorbeoconcha Ponder & Lindberg, 1997

        - Надразред Cocculiniformia Hazsprunar, 1987
        - Надразред Heterobranchia
          - Разред Acochlidiacea
          - Разред Anaspidea P. Fischer, 1883
          - Разред Cephalaspidea
          - Разред Gymnosomata Blainville, 1824
          - Разред Голохрили охлюви (Nudibranchia) Blainville, 1814
          - Разред Pleurobranchomorpha
          - Разред Runcinacea
          - Разред Sacoglossa
          - Разред Thecosomata Blainville, 1823
          - Разред Umbraculida
          - Разред Белодробни охлюви (Pulmonata) Cuvier, 1817
          - Разред Rhodopemorha Salvini Plawen, 1991

        - Надразред Neritopsina L.R. Cox & Knight, 1960
          - Разред Cyrtoneritimorpha Bandel & Frýda, 1999
          - Разред Neritoida

        - Надразред Vetigastropoda Salvini-Plawen, 1980

    - Клас Моноплакофори (Monoplacophora) Odhner, 1940
      - Разред †Cyrtonellida
      - Разред †Pelagiellida
      - Разред Tryblidiida

    - Клас Лопатоноги (Scaphopoda) Bronn, 1862
      - Разред Dentaliida Starobogatov, 1974
      - Разред Gadilida Starobogatov, 1974

    - Клас Миди (Bivalvia) Linnaeus, 1758
      - Подклас Anomalodesmata Dall, 1889
        - Разред Myoida Stoliczka, 1870
        - Разред Pholadomyoida Newell, 1965
        - Разред Септохрилни (Septibranchia) Pelseneer, 1888
        - Разред Венероидни миди (Veneroida) A. Adams, 1856

      - Подклас Cryptodonta Neumayr, 1884
        - Разред †Praecardioida
        - Разред Solemyoida Dall, 1889

      - Подклас Heterodonta Neumayr, 1884
        - Разред †Cycloconchidae
        - Разред †Рудисти (Hippuritoida)
        - Разред †Lyrodesmatidae
        - Разред †Redoniidae

      - Подклас Palaeoheterodonta Newell, 1965
        - Разред †Modiomorpha
        - Разред Trigonioida
        - Разред Речни миди (Unionoida) Stoliczka, 1871

      - Подклас Pteriomorphia Beurlen, 1944
        - Разред †Cyrtodontoida
        - Разред †Tuarangiida
        - Разред Arcoida Stoliczka, 1871
        - Разред Limoida Moore, 1952
        - Разред Митилоидни миди (Mytiloida) Ferussac, 1922
        - Разред Ostreoida Ferussac, 1822
        - Разред Pterioida Newell, 1965

      - Подклас Първичнохрили (Protobranchia) Pelseneer, 1889
        - Разред Nuculanoida D.C. Campbell & M.R. Campbell, 2000
        - Разред Nuculida Dall, 1889

    - Клас Главоноги (Cephalopoda)
      - Подклас †Амонити (Ammonoidea) Zittel, 1884
        - Разред †Ammonitida
        - Разред †Ceratitida Hyatt, 1884
        - Разред †Clymeniida Sepkoski, 2002
        - Разред †Goniatitida Hyatt, 1884
        - Разред †Prolecanitida Miller & Furnish, 1954

      - Подклас Coleoidea
        - Група †Belemnoidea
          - Разред †Aulacocerida
          - Разред †Phragmoteuthida
          - Разред †Belemnitida
          - Разред †Diplobelida
          - Разред †Belemnoteuthina

        - Група Neocoleoidea
          - Надазред Decapodiformes
            - Разред Сепии (Sepiida) Zittel, 1895
            - Разред Sepiolida Fioroni, 1981
            - Разред Spirulida
            - Разред Калмари (Teuthida) A. Naef, 1916

          - Надазред Octopodiformes
            - Разред Октоподи (Octopoda) Leach, 1818
            - Разред Vampyromorphida

      - Подклас Nautiloidea Agassiz, 1847
        - Разред †Actinocerida
        - Разред †Ascocerida Kuhn, 1949
        - Разред †Bactritida Shimanskiy, 1951
        - Разред †Barrandeocerida
        - Разред †Discosorida Miller, 1877
        - Разред †Ellesmerocerida
        - Разред †Endocerida
        - Разред †Oncocerida
        - Разред †Orthocerida
        - Разред †Plectronocerida
        - Разред †Pseudorthocerida
        - Разред †Tarphycerida
        - Разред Наутилуси (Nautilida) Agassiz, 1847

- Тип Немертини (Nemertea)
  - Клас Anopla
    - Разред Heteronemertea
    - Разред Palaeonemertea

  - Клас Enopla
    - Разред Bdellonemertea
    - Разред Hoplonemertea

- Тип Форониди (Phoronida) Hatschek, 1888
- Тип Ентопрокти (Entoprocta, Kamptozoa) Nitsche, 1869
  - Разред Loxosomatida
  - Разред Pedicellinida
  - Разред Urnatellida

- Тип Мъхообразни (Ectoprocta, Bryozoa) Ehrenberg, 1831
  - Клас Stenolaemata Borg, 1926
    - Разред †Cryptostomida
    - Разред †Cystoporida
    - Разред †Fenestrida
    - Разред †Trepostomatida
    - Разред †Hederellida
    - Разред †Rhabdomesida
    - Разред Cyclostomatida

  - Клас Gymnolaemata Allman, 1856
    - Разред Cheilostomata Busk, 1852
    - Разред Ctenostomata

  - Клас Phylactolaemata Allman, 1856
    - Разред Plumatellida

- Тип Сипункулиди (Sipuncula) Rafinesque, 1814
  - Клас Phascolosomatidea E. Cutler & Gibbs, 1985
    - Разред Phascolosomatiformes E. Cutler & Gibbs, 1985
    - Разред Aspidosiphoniformes

  - Клас Sipunculidea Rafinesque, 1814
    - Разред Sipunculiformes
    - Разред Golfingiiformes Cutler & Gibbs, 1985

- Тип Ехиура (Echiura)
  - Разред Echiuroidea
  - Разред Heteromyota
  - Разред Xenopneusta

- Тип Раменоноги (Brachiopoda) Duméril, 1806
  - Подтип Craniiformea
    - Клас Черепни (Craniata)
      - Разред †Craniopsida
      - Разред †Trimerellida
      - Разред Craniida

  - Подтип Linguliformea
    - Клас †Paterinata
      - Разред †Paterinida

    - Клас Lingulata
      - Разред †Acrotretida
      - Разред †Siphonotretida
      - Разред Lingulida

  - Подтип Rhynchonelliformea Williams, 1996
    - Клас †Chileata
      - Разред †Chileida Popov & Tikhonov, 1990
      - Разред †Dictyonellida Cooper, 1956

    - Клас †Kutorginata
      - Разред †Kutorginida Kühn, 1949

    - Клас †Obolellata
      - Разред †Naukatida Popov & Tikhonov, 1990
      - Разред †Obolellida Rowell, 1965

    - Клас †Strophomenata Williams, 1996
      - Разред †Billingsellida
      - Разред †Orthotetida
      - Разред †Productida
      - Разред †Strophomenida Öpik, 1934

    - Клас Rhynchonellata
      - Разред †Athyridida Boucot, 1964
      - Разред †Atrypida Rzhonsnitskaya, 1960
      - Разред †Orthida
      - Разред †Pentamerida Schuchert & Cooper, 1931
      - Разред †Protorthida
      - Разред †Spiriferida Waagen, 1883
      - Разред †Spiriferinida
      - Разред Rhynchonellida Kuhn, 1949
      - Разред Terebratulida Waagen, 1883
      - Разред Thecideida Elliott, 1958

- Клас †Banffozoa (Caron, 2005)
- Клас †Heteromorphida Shu, 2005
- Клас †Vetulicolida Chen & Zhou, (1997)
  - Разред †Vetulicolata Hou & Bergstrom, 1997
  - Разред †Yunnanozoa Dzik, 1995

- Разред Ацели (Acoela) Luther, 1912
- Разред Немертодерматиди (Nemertodermatida) Karling, 1940

- Клас Sagittoidea Claus & Grobben, 1905
  - Разред Aphragmophora
  - Разред Phragmophora

- Подтип †Homalozoa
  - Клас †Stylophora
    - Разред †Cornuta
    - Разред †Mitrata

  - Клас †Homoiostelea
    - Разред †Soluta

  - Клас †Homostelea J.J. Sepkoski, 2002
    - Разред †Cincta (Reeve, 1842)

  - Клас †Ctenocystoidea
    - Разред †Ctenocystoida

- Подтип Crinozoa Matsumoto, 1929
  - Клас †Blastoidea Say, 1825
  - Клас †Coronata
    - Разред †Coronatida

  - Клас †Cystoidea von Buch, 1846
  - Клас †Edrioasteroidea
    - Разред †Isorophida

  - Клас †Eocrinoidea Billings, 1858
    - Разред †Ascocystitida
    - Разред †Gogiida Broadhead, 1982
    - Разред †Imbricata Sprinkle, 1973
    - Разред †Trachelocrinida

  - Клас †Glyptocystida Bather, 1899
  - Клас †Paracrinoidea
  - Клас †Rhombifera Zittel, 1879
  - Клас Морски лилии (Crinoidea) J.S. Miller, 1821
    - Подклас †Aethocrinea Ausich 1998
      - Разред †Aethocrinida

    - Подклас †Camerata
      - Разред †Diplobathrida Moore & Laudon, 1943
      - Разред †Monobathrida

    - Подклас †Cladida Moore & Laudon, 1943
      - Инфраклас †Cyathocrinina Bather, 1899

    - Подклас †Disparida
      - Разред †Calceocrinida
      - Разред †Eustenocrinida
      - Разред †Homocrinida
      - Разред †Hybocrinida
      - Разред †Myelodactylida

    - Подклас †Flexibilia
      - Разред †Sagenocrinida

    - Подклас Articulata
      - Разред †Ampelocrinida
      - Разред †Encrinida
      - Разред †Inadunata
      - Разред Bourgueticrinida Sieverts-Doreck, 1953
      - Разред Comatulida A.H. Clark, 1908
      - Разред Cyrtocrinida Sieverts-Doreck, 1953
      - Разред Hyocrinida
      - Разред Isocrinida Sieverts-Doreck, 1952
      - Разред Millericrinida Sieverts-Doreck, 1953

- Подтип Eleutherozoa Bather, 1900
  - Надклас Asterozoa Zittel, 1895
    - Клас †Somasteroidea Spencer, 1951
      - Разред †Goniactinida Spencer 1951

    - Клас Морски звезди (Asteroidea) Blainville, 1830
      - Разред Brisingida Downey, 1986
      - Разред Forcipulatida
      - Разред Notomyotida
      - Разред Paxillosida Perrier, 1884
      - Разред Peripoda Baker, Rowe & Clark, 1986
      - Разред Platyasterida Spencer, 1951
      - Разред Spinulosida Perrier, 1884
      - Разред Valvatida Perrier, 1884
      - Разред Velatida

  - Надклас Cryptosyringida
    - Клас Змиевидни морски звезди (Ophiuroidea) Gray, 1840
      - Разред Stenurida
      - Разред Oegophiurida
      - Разред Ophiurida
      - Разред Phrynophiurida

    - Клас Морски краставици (Holothuroidea) Blainville, 1834
      - Подклас Apodacea
        - Разред Apodida
        - Разред Molpadiida

      - Подклас Aspidochirotacea Brandt, 1835
        - Разред Аспидохиротидни морски краставици (Aspidochirotida) Grube, 1840
        - Разред lasipodida

      - Подклас Dendrochirotacea
        - Разред Dactylochirotida
        - Разред Dendrochirotida

    - Клас Морски таралежи (Echinoidea) Leske, 1778
      - Подклас Euechinoidea
        - Надразред Atelostomata
          - Разред Cassiduloida
          - Разред Spatangoida

        - Надразред Diadematacea
          - Разред Diadematoida
          - Разред Echinothurioida
          - Разред Pedinoida

        - Надразред Echinacea
          - Разред Arbacioida
          - Разред Echinoida
          - Разред Phymosomatoida
          - Разред Salenioida
          - Разред Temnopleuroida

        - Надразред Gnathostomata Zittel, 1879
          - Разред Clypeasteroida A. Agassiz, 1872
          - Разред Holectypoida Duncan, 1899

      - Подклас Perischoechinoidea
        - Разред Cidaroida

- Клас †Graptolithina
  - Разред †Camaroidea
  - Разред †Crustoidea
  - Разред †Dendroidea
  - Разред †Graptoloidea
  - Разред †Stolonoidea
  - Разред †Tuboidea

- Клас Чревнодишащи (Enteropneusta) Gegenbaur, 1870
  - Разред Enteropneusta

- Клас Перестохрили (Pterobranchia) Lankester 1877
  - Разред Cephalodiscida
  - Разред Rhabdopleurida

- Клас Planctosphaeroidea

- Подтип Опашнохордови (Urochordata, Tunicata)
  - Клас Асцидии (Ascidiacea)
    - Разред Enterogona
    - Разред Pleurogona
    - Разред Sorberacea

  - Клас Салпи (Thaliacea)
    - Разред Doliolida
    - Разред Pyrosomida
    - Разред Salpida

  - Клас Личинкови (Larvacea)
    - Разред Copelata

- Подтип Главохордови (Cephalochordata, Acrania) Owen, 1846
  - Клас Leptocardii Webster, 1913
    - Разред Amphioxiformes

- Подтип Гръбначни (Vertebrata) Cuvier, 1812
  - Разред †Thelodonti Jaekel, 1911
  - Надклас Безчелюстни (Agnatha) Edward D. Cope, 1889
    - Клас †Pteraspidomorphi Goodrich, 1909
      - Подклас †Arandaspida Ritchie & Gilbert-Tomlinson, 1977
        - Разред †Arandaspidiformes Tomlinson, 1977

      - Подклас †Astraspida Berg, 1940
        - Разред †Astraspidiformes Berg, 1940
        - Разред †Tesakoviaspidida V. Karatajute-Talimaa & M.M. Smith, 2004

      - Подклас †Heterostraci Lankester, 1868
        - Разред †Corvaspidiformes Dineley, 1955
        - Разред †Cyathaspidiformes Zhang, 1983
        - Разред †Eriptychiida Orvig, 1958
        - Разред †Psammosteiformes Berg, 1937
        - Разред †Pteraspidiformes Berg, 1940
        - Разред †Traquairaspidiformes Stensio, 1958

    - Клас Миноги (Cephalaspidomorphi)
      - Разред †Pituriaspida Young, 1991
      - Подклас †Anaspida Janvier, 1996
        - Разред †Birkeniida Berg, 1937

      - Подклас †Galeaspida Liu, 1965
        - Разред †Eugaleaspidiformes Liu, 1965
        - Разред †Galeaspidiformes Liu, 1965
        - Разред †Huananaspidiformes Janvier, 1975
        - Разред †Polybranchiaspidiformes Janvier, 1996

      - Подклас †Osteostracida Lankester, 1868
        - Разред †Benneviaspida
        - Разред †Cephalaspida
        - Разред †Cornuata
        - Разред †Kiaeraspidida
        - Разред †Thyestiida
        - Разред †Zenaspida

      - Подклас Hyperoartia
        - Разред Petromyzontiformes Berg, 1940

    - Клас Миксини (Myxini, Myxinoidea)
      - Разред Myxiniformes

  - Инфратип Челюстни (Gnathostomata) Gegenbaur, 1874
    - Клас †Панцерни риби (Placodermi) McCoy, 1848
      - Разред †Acanthothoraci Stensiö, 1944
      - Разред †Antiarchi
      - Разред †Arthrodira Woodward, 1898
      - Разред †Brindabellaspida Young, 1980
      - Разред †Petalichthyida Gross, 1932
      - Разред †Phyllolepida
      - Разред †Ptyctodontida
      - Разред †Rhenanida

    - Микротип Eugnathostomata
      - Надклас Chondrichthiomorphi
        - Клас Хрущялни риби (Chondrichthyes) Huxley, 1880
          - Подклас Пластинчатохрили (Elasmobranchii) Bonaparte, 1838
            - Разред †Squatinactiformes Lund, 1974
            - Разред †Protacrodontiformes
            - Инфраклас †Cladoselachimorpha
              - Разред †Cladoselachiformes Dean, 1909
              - Разред †Symmoriida Zangerl, 1981

            - Инфраклас †Xenacanthimorpha
              - Разред †Xenacanthiformes (Xenacanthida) Glikman, 1964

            - Инфраклас Euselachii Hay, 1902
              - Разред †Ctenacanthiformes Zangerl, 1981
              - Отдел †Hybodonta Maisey & Carvalho, 1997
                - Разред †Hybodontiformes Owen, 1846

              - Отдел Neoselachii Compagno, 1977
                - Надразред Акулообразни (Selachimorpha, Selachii, Pleurotremata)
                  - Разред Пилозъби акули (Carcharhiniformes) Compagno, 1977
                  - Разред Рогати акули (Heterodontiformes) L.S. Berg, 1940
                  - Разред Многохрилообразни акули (Hexanchiformes) Buen, 1926
                  - Разред Ламнообразни акули (Lamniformes) L.S. Berg, 1958
                  - Разред Килимени акули (Orectolobiformes) Applegate, 1972
                  - Разред Пилоносообразни акули (Pristiophoriformes) L.S. Berg, 1958
                  - Разред Бодилестоподобни акули (Squaliformes) Goodrich, 1909
                  - Разред Морски ангели (Squatiniformes) Buen, 1926

                - Надразред Скатове (Batoidea, Rajomorphii)
                  - Разред Опашношипови (Myliobatiformes) Compagno, 1973
                  - Разред Риби трион (Pristiformes) Buen, 1926
                  - Разред Скатоподобни (Rajiformes) Berg, 1940
                  - Разред Електрически скатове (Torpediniformes) Berg, 1940

          - Подклас Химери (Holocephali) Bonaparte, 1832
            - Надразред †Paraselachimorpha
              - Разред †Orodontiformes Zangerl, 1981
              - Разред †Petalodontiformes Zangerl, 1981
              - Разред †Helodontiformes Patterson, 1965
              - Разред †Iniopterygiformes Cappetta, 1993
              - Разред †Debeeriiformes Grogan & Lund, 2000
              - Разред †Eugeneodontida Zangerl, 1981

            - Надразред Holocephalimorpha Grogan & Lund, 2004
              - Разред †Psammodontiformes Obruchev, 1953
              - Разред †Copodontiformes Stahl, 1999
              - Разред †Squalorajiformes Delsate, 2002
              - Разред †Chondrenchelyiformes Stahl, 1999
              - Разред †Menaspiformes Stahl, 1999
              - Разред †Coliodontiformes
              - Разред Химероподобни (Chimaeriformes) Obruchev, 1953

        - Клон Teleostomi C.L. Bonaparte, 1836
          - Клас †Acanthodii Owen, 1846
            - Разред †Climatiiformes
            - Разред †Ischnacanthiformes Berg, 1940
            - Разред †Acanthodiformes Berg, 1940

          - Надклас Костни риби (Osteichthyes) Huxley, 1880
            - Клас Лъчеперки (Actinopterygii) Klein,1885
              - Група Cladistia Cope, 1870
                - Разред †Guildayichthyiformes Lund, 2000
                - Разред Многоперкоподобни (Polypteriformes) Bleeker, 1859

              - Група Actinopteri Cope, 1871
                - Разред †Paramblypteriformes Heyler, 1969
                - Разред †Rhadinichthyiformes
                - Разред †Haplolepidiformes
                - Разред †Peltopleuriformes
                - Подклас Ганоидни риби (Chondrostei)
                  - Разред Есетроподобни (Acipenseriformes) L.S. Berg, 1940
                  - Разред †Cheirolepiformes
                  - Разред †Luganoiiformes Lehman, 1958
                  - Разред †Palaeonisciformes Hay, 1902
                  - Разред †Perleidiformes Berg, 1937
                  - Разред †Phanerorhynchiformes
                  - Разред †Pholidopleuriformes
                  - Разред †Ptycholepiformes
                  - Разред †Saurichthyiformes Aldinger, 1937
                  - Разред †Tarrasiiformes Berg, 1940

                - Подклас Същински лъчеперки (Neopterygii) Regan, 1923
                  - Разред †Pachycormiformes Berg, 1940
                  - Инфраклас Костни ганоиди (Holostei) Müller, 1846
                    - Разред †Ionoscopiformes Grande & Bemis, 1998
                    - Разред †Pycnodontiformes Berg, 1937
                    - Разред †Parasemionotiformes Lehman, 1966
                    - Разред †Macrosemiiformes Rodríguez & Reynoso, 2004
                    - Разред †Панцерникоподобни (Semionotiformes) Arambourg & Bertini, 1958
                    - Разред Амиподобни (Amiiformes) O.P. Hay, 1929
                    - Разред Lepisosteiformes O.P. Hay, 1929

                  - Инфраклас Висши костни риби (Teleostei) Patterson, 1977
                    - Разред †Aspidorhynchiformes Bleeker, 1859
                    - Разред †Pholidophoriformes
                    - Разред †Leptolepidiformes
                    - Група Teleocephala de Pinna, 1996
                      - Разред †Tselfatiiformes Nelson, 1994
                      - Разред Ateleopodiformes
                      - Надразред Змиоркоподобни (Elopomorpha) Greenwood et al., 1966
                        - Разред †Crossognathiformes Taverne, 1989
                        - Разред Тарпоподобни (Elopiformes) Sauvage, 1875
                        - Разред Албулообразни (Albuliformes) Greenwood et al., 1966
                        - Разред Notacanthiformes L.S. Berg, 1947
                        - Разред Змиоркоподобни (Anguilliformes) L.S. Berg, 1943
                        - Разред Торбоусти (Saccopharyngiformes)

                      - Надразред Араваноподобни (Osteoglossomorpha) Greenwood et al., 1966
                        - Разред †Lycopteriformes
                        - Разред †Ichthyodectiformes Bardeck & Sprinkle, 1969
                        - Разред Hiodontiformes Taverne, 1979
                        - Разред Араваноподобни (Osteoglossiformes) Regan, 1909

                      - Надразред Clupei (Clupeomorpha)
                        - Разред †Ellimmichthyiformes Grande, 1982
                        - Разред Селдоподобни (Clupeiformes) Bleeker, 1959

                      - Надразред Шараноподобни (Ostariophysi) Sagemehl, 1885
                        - Разред Гонорихоподобни (Gonorynchiformes)
                        - Разред Шараноподобни (Cypriniformes) Bleeker, 1859
                        - Разред Харацидоподобни (Characiformes) Regan, 1911
                        - Разред Гимнотоподобни (Gymnotiformes)
                        - Разред Сомоподобни (Siluriformes) G. Cuvier, 1817

                      - Надразред Пъстървоподобни (Protacanthopterygii) Johnson & Patterson, 1996
                        - Разред Argentiniformes Johnson & Patterson, 1996
                        - Разред Пъстървоподобни (Salmoniformes)
                        - Разред Щукоподобни (Esociformes)

                      - Надразред Stomiati
                        - Разред Osmeriformes
                        - Разред Стомиоподобни (Stomiatiformes, Stomiiformes) Regan, 1909

                      - Секция Aulopa (Cyclosquamata)
                        - Разред Вретенови (Aulopiformes)

                      - Секция Ctenosquamata Rosen, 1973
                        - Разред Миктофоподобни (Myctophiformes) Regan, 1911
                        - Надразред Lampridacea (Lampridiomorpha)
                          - Разред Опахоподобни (Lampriformes, Lampridiformes) Regan, 1909

                        - Надразред Paracanthomorphacea Grande et al., 2013
                          - Разред †Sphenocephaliformes
                          - Разред Светипетрови риби (Zeiformes)

                        - Надразред Paracanthopterygii Greenwood, 1966
                          - Разред Риби жаби (Batrachoidiformes)
                          - Разред Трескоподобни (Gadiformes) Goodrich, 1909
                          - Разред Морски дяволи (Lophiiformes) Garman, 1899
                          - Разред Ophidiiformes L.S. Berg, 1937
                          - Разред Перкопсоподобни (Percopsiformes) L.S. Berg, 1940

                        - Надразред Polymixiacea
                          - Разред †Pattersonichtyiformes
                          - Разред †Ctenothrissiformes Patterson 1964
                          - Разред Барбудоподобни (Polymixiiformes) D.E. Rosen & Patterson, 1969

                        - Надразред Твърдоперки (Acanthopterygii) Johnson & Patterson 1993
                          - Разред Cetomimiformes
                          - Разред Стефанобериксоподобни (Stephanoberyciformes)
                          - Разред Бериксоподобни (Beryciformes) Regan, 1909
                          - Разред Gobiiformes
                          - Разред Иглообразни (Syngnathiformes)
                          - Разред Synbranchiformes
                          - Разред Писиеподобни (Pleuronectiformes)
                          - Разред Атериноподобни (Atheriniformes) D.E. Rosen, 1966
                          - Разред Шаранозъби (Cyprinodontiformes) Berg, 1940
                          - Разред Зарганоподобни (Beloniformes) L.S. Berg, 1937
                          - Разред Малки прилепала (Gobiesociformes)
                          - Разред Кефалоподобни (Mugiliformes) L.S. Berg, 1940
                          - Разред Бодливи риби (Tetraodontiformes)
                          - Разред Бодливкоподобни (Gasterosteiformes)
                          - Разред Скорпеноподобни (Scorpaeniformes)
                          - Разред Бодлоперки (Perciformes) Bleeker, 1859

            - Клас Ръкоперки (Sarcopterygii) Romer, 1955
              - Разред †Onychodontiformes Andrews 1973
              - Подклас Целаканти (Actinistia, Coelacanthimorpha) L.S. Berg, 1937
                - Разред †Diplocercidiformes Schultze, 2004
                - Разред Целакантоподобни (Coelacanthiformes)

              - Подклас Rhipidistia
                - Група †Tetrapodomorpha Ahlberg, 1991
                  - Разред †Osteolepiformes Berg, 1937
                  - Разред †Rhizodontida Andrews & Westoll, 1970
                  - Разред †Eotetrapodiformes Coates & Friedman, 2010
                  - Разред †Panderichthyida Camp & Allison, 1961

                - Група Dipnomorpha Ahlberg, 1991
                  - Надразред †Porolepimorpha
                    - Разред †Porolepiformes Jarvik, 1942
                    - Разред †Youngolepidiformes Gardiner, 1984

                  - Надразред Двойнодишащи риби (Dipnoi) J.P. Müller, 1844
                    - Разред Австралийски двойнодишащи (Ceratodontiformes) L.S. Berg, 1940
                    - Разред Lepidosireniformes L.S. Berg, 1947

          - Надклас Четирикраки (Tetrapoda) Broili, 1913
            - Клас Земноводни (Amphibia)
              - Подклас †Labyrinthodontia Save-Soderbergh, 1934
                - Разред †Anthracosauria Save-Soderbergh, 1934
                - Разред †Ichthyostegalia Save-Soderbergh, 1932
                - Разред †Temnospondyli Zittel, 1888

              - Подклас †Тънкопрешленести (Lepospondyli) Zittel, 1888
                - Разред †Adelospondyli Watson, 1930
                - Разред †Aistopoda Miall, 1875
                - Разред †Lysorophia Romer, 1930
                - Разред †Nectridea Miall, 1875
                - Разред †Microsauria Dawson, 1863

              - Подклас Lissamphibia Haeckel, 1866
                - Разред †Allocaudata Fox & Naylor, 1982
                - Разред Безкраки земноводни (Gymnophiona) H. Müller, 1832
                - Разред Опашати земноводни (Caudata, Urodela) Scopoli, 1777
                - Разред Безопашати земноводни (Anura) Merrem, 1820

            - Серия Амниота (Amniota) Haeckel, 1866
              - Сауропсиди (Sauropsida) Goodrich, 1916
                - Клас Влечуги (Reptilia) Laurenti, 1768
                  - Подклас Anapsida Williston, 1917
                    - Разред †Captorhinida Carroll, 1988
                    - Разред †Cotylosauria Tchudinov, 1955
                    - Разред †Mesosauria Seeley, 1892
                    - Разред †Procolophonia Romer, 1964
                    - Разред Костенурки (Testudines) Linnaeus, 1758

                  - Подклас Diapsida Osborn, 1903
                    - Разред †Ихтиозаври (Ichthyosauria) de Blainville, 1835
                    - Инфраклас Archosauromorpha Huene, 1946
                      - Разред Choristodera Cope, 1884
                      - Разред Prolacertiformes Camp, 1945
                      - Разред Rhynchosauria Osborn, 1903
                      - Разред Trilophosauria Romer, 1956
                      - Отдел Архозаври (Archosauria) Cope, 1869
                        - Подотдел Crurotarsi Sereno & Arcucci, 1990
                          - Разред †Aetosauria Lydekker, 1889
                          - Разред †Phytosauria Meyer, 1861
                          - Разред †Rauisuchia Huene, 1924
                          - Надразред Crocodylomorpha Walker, 1968
                            - Разред Крокодили (Crocodylia) Owen, 1842

                        - Подотдел Avemetatarsalia Benton, 1999
                          - Надразред †Pterosauromorpha Padian, 1997
                            - Разред †Птерозаври (Pterosauria) Kaup, 1834

                          - Надразред Динозаври (Dinosauria) Owen, 1842
                            - Разред †Птицетазови (Ornithischia) Seeley, 1888
                            - Разред Гущеротазови (Saurischia) Seeley, 1888

                    - Инфраклас Lepidosauromorpha Benton, 1983
                      - Надразред †Sauropterygia
                        - Разред †Nothosauroidea Baur, 1889
                        - Разред †Placodontia Cope, 1871
                        - Разред †Плезиозаври (Plesiosauria) Blainville, 1835

                      - Надразред Лепидозаври (Lepidosauria) Haeckel, 1866
                        - Разред Клюноглави (Rhynchocephalia) Williston, 1925
                        - Разред Люспести (Squamata) Oppel, 1811

                - Клас Птици (Aves) Linnaeus, 1758
                  - Подклас †Saurornithes Nicholson, 1879
                    - Разред †Archaeopterygiformes Fürbringer, 1888
                    - Разред †Confuciusornithiformes L. Hou, Z. Zhou, Y. Gu & J. Zhang, 1995
                    - Разред †Liaoxiornithiformes L. Hou, Z. Zhou, J. Zhang & Y. Gu, 2002
                    - Разред †Yandangithiformes Zheng-Quan Cai & Li-Jun Zhao, 1999

                  - Подклас †Omnivoropterygiformes
                    - Разред †Omnivoropterygiformes Czerkas & Ji, 2002

                  - Подклас †Зъбати птици (Odontornithes, Ichthyornithes) Marsh, 1873
                    - Инфраклас †Odontoholcae Stejneger, 1885
                      - Разред †Hesperornithiformes Fürbringer, 1888

                    - Инфраклас †Odontotormae Marsh, 1880
                      - Разред †Ichthyornithiformes Marsh, 1873

                  - Подклас †неопределен
                    - Разред †Jeholornithiformes

                  - Подклас Carinatae Merrem, 1813
                    - Инфраклас Съвременни птици (Neornithes) Gadow, 1893
                      - Надразред Paleognathae Pycroft, 1900
                        - Разред †Ambiortiformes
                        - Разред †Gansuiformes
                        - Разред †Palaeocursornithiformes
                        - Разред †Моа (Dinornithiformes) Bonaparte, 1853
                        - Разред †Lithornithiformes Houde, 1988
                        - Разред †Aepyornithiformes
                        - Разред Казуароподобни (Casuariiformes)
                        - Разред Кивиподобни (Apterygiformes)
                        - Разред Нандуподобни (Rheiformes)
                        - Разред Щраусоподобни (Struthioniformes) Latham, 1790
                        - Разред Тинамуподобни (Tinamiformes) Huxley, 1872

                      - Надразред Същински птици (Neognathae) Pycroft, 1900
                        - Разред Гъскоподобни (Anseriformes) Wagler, 1831
                        - Разред Кокошоподобни (Galliformes) Temminck, 1820
                        - Разред Дъждосвирцоподобни (Charadriiformes) Huxley, 1867
                        - Разред Пингвиноподобни (Sphenisciformes) Sharpe, 1891
                        - Разред Пустинаркоподобни (Pteroclidiformes) Boucard, 1876
                        - Разред Гълъбоподобни (Columbiformes) Latham, 1790
                        - Разред Гмуркачоподобни (Gaviiformes) Wetmore & Miller, 1926
                        - Разред Гмурецоподобни (Podicipediformes) Fürbringer, 1888
                        - Разред Буревестникоподобни (Procellariiformes) Fürbringer, 1888
                        - Разред Пеликаноподобни (Pelecaniformes) Sharpe, 1891
                        - Разред Щъркелоподобни (Ciconiiformes) Bonaparte, 1854
                        - Разред Туракоподобни (Musophagiformes) Seebohm, 1890
                        - Разред Turniciformes Gray, 1840
                        - Разред Якамароподобни (Galbuliformes) Fürbringer, 1888
                        - Разред Папунякоподобни (Upupiformes) Linnaeus, 1758
                        - Разред Американски лешояди (Cathartiformes)
                        - Разред Фламингоподобни (Phoenicopteriformes) Fürbringer, 1888
                        - Разред Соколоподобни (Falconiformes, Accipitriformes) Sharpe, 1874
                        - Разред Жеравоподобни (Gruiformes) Bonaparte, 1854
                        - Разред Папагалоподобни (Psittaciformes) Wagler, 1830
                        - Разред Кукувицоподобни (Cuculiformes) Wagler, 1830
                        - Разред Хоациноподобни (Opisthocomiformes)
                        - Разред Совоподобни (Strigiformes) Wagler, 1830
                        - Разред Козодоеподобни (Caprimulgiformes) Ridgway, 1881
                        - Разред Бързолетоподобни (Apodiformes) Peters, 1940
                        - Разред Синявицоподобни (Coraciiformes) Forbes, 1884
                        - Разред Кълвачоподобни (Piciformes) Meyer & Wolf, 1810
                        - Разред Трогоноподобни (Trogoniformes) AOU, 1886
                        - Разред Птици носорози (Bucerotiformes) Fürbringer, 1888
                        - Разред Птици мишки (Coliiformes) Murie, 1872
                        - Разред Врабчоподобни (Passeriformes) Linnaeus, 1758

              - Синапсиди (Synapsida) Osborn, 1903
                - Клас Бозайници (Mammalia) Linnaeus, 1758
                  - Разред †Docodonta Kretzoi, 1958
                  - Разред †Gondwanatheria
                  - Разред †Haramiyida Hahn, Sigogneau-Russell & Wouters, 1989
                  - Разред †Многотуберкулови (Multituberculata)
                  - Разред †Triconodonta Osborn, 1889
                  - Разред †Volaticotheria
                  - Подклас †Australosphenida
                    - Разред †Ausktribosphenida

                  - Подклас Първични бозайници (Prototheria) Gill, 1872
                    - Разред Еднопроходни (Monotremata) C.L. Bonaparte, 1837

                  - Подклас Живородни бозайници (Theria) Parker & Haswell, 1897
                    - Инфраклас Торбести (Marsupialia, Metatheria) Illiger, 1811
                      - Надразред Eometatheria
                        - Разред †Yalkaparidontia Archer, Hand & Godthelp, 1988

                      - Надразред Американски торбести (Ameridelphia) Szalay, 1982
                        - Разред Плъхоподобни опосуми (Paucituberculata) Ameghino, 1894
                        - Разред Опосумоподобни (Didelphimorphia) Gill, 1872

                      - Надразред Австралийски торбести (Australidelphia) Szalay, 1982
                        - Разред †Sparassodonta Ameghino, 1884
                        - Разред Хищни торбести (Dasyuromorphia) Gill, 1872
                        - Разред Двурезцови торбести (Diprotodontia) Owen, 1866
                        - Разред Микробиотериди (Microbiotheria) Ameghino, 1889
                        - Разред Торбести къртици (Notoryctemorphia) Kirsch, 1977
                        - Разред Бандикутоподобни (Peramelemorphia) Ameghino, 1889

                    - Инфраклас Плацентни (Placentalia, Eutheria) Thomas Henry Huxley, 1880
                      - Надразред †Meridiungulata McKenna, 1975
                        - Разред †Pyrotheria Ameghino, 1895
                        - Разред †Astrapotheria Lydekker, 1894
                        - Разред †Южноамерикански копитни (Notoungulata) Roth, 1903
                        - Разред †Litopterna Ameghino, 1889

                      - Надразред Afrotheria
                        - Разред †Desmostylia
                        - Разред †Embrithopoda Andrews, 1904
                        - Разред Afrosoricida
                        - Разред Дамани (Hyracoidea) Huxley, 1869
                        - Разред Слонски земеровки (Macroscelidea) Butler, 1956
                        - Разред Хоботни (Proboscidea) Illiger, 1811
                        - Разред Сирени (Sirenia) Illiger, 1811
                        - Разред Тръбозъбоподобни (Tubulidentata) Huxley, 1872

                      - Надразред Laurasiatheria Gill, 1872
                        - Разред †Cimolesta
                        - Разред †Condylarthra
                        - Разред †Креодонти (Creodonta) Cope, 1875
                        - Разред †Mesonychia
                        - Разред Чифтокопитни (Artiodactyla) Owen, 1848
                        - Разред Хищници (Carnivora) Bowdich, 1821
                        - Разред Китоподобни (Cetacea) Brisson, 1762
                        - Разред Прилепи (Chiroptera) Blumenbach, 1779
                        - Разред Насекомоядни (Insectivora)
                        - Разред Нечифтокопитни (Perissodactyla)
                        - Разред Панголини (Pholidota) Weber, 1904

                      - Надразред Непълнозъби (Xenarthra) Cope, 1889
                        - Разред Броненосци (Cingulata) Illiger, 1811
                        - Разред Pilosa Flower, 1883

                      - Надразред Euarchontoglires
                        - Разред †Plesiadapiformes
                        - Разред Кожокрили (Dermoptera) Illiger, 1811
                        - Разред Зайцевидни (Lagomorpha) Brandt, 1855
                        - Разред Гризачи (Rodentia) Bowdich, 1821
                        - Разред Тупайоподобни (Scandentia) Wagner, 1855
                        - Разред Примати (Primates) Linnaeus, 1758